# 圖康河半齒脂鯉
圖康河半齒脂鯉，為輻鰭魚綱脂鯉目脂鯉亞目半齒脂鯉科的其一種，分布於南美洲托坎廷斯河及阿拉圭河（Araguaia）流域，體長可達9.7公分，棲息底中層水域，生活習性不明。